# Vídeo Adrenalina
Vídeo Adrenalina foi um programa produzido pela RedeTV!, que estreou no dia 22 de agosto de 2005 com apresentação de Duilhan Leite.
A atração tinha os mesmos moldes do Vídeos Incríveis da Band, mas contava com cenário virtual e chegou a ser apresentado ao vivo. A ideia era misturar jornalismo e entretenimento.
O programa saiu do ar em 10 de março de 2006.